# Josep Camarena Mahiques
Josep Camarena (Llocnou de Sant Jeroni, la Safor, 1921 – Gandia, la Safor, 2004) fue un historiador medievalista y catedrático de instituto pionero en la investigación del Reino de Valencia medieval y moderno.

## Biografía
Josep Camarena Mahiques nació en Llocnou de Sant Jeroni el 13 de enero de 1921. Hizo el bachillerato en el Colegio Subvencionado de Segunda Enseñanza Ausiàs March de Gandia, abierto en la II República en 1934. Fue secretario de las Juventudes Socialistas Unificadas de su pueblo entre 1935 y 1939, año en que fue llamado a filas y tuvo que hacer el servicio militar en el ejercido durante más de diez años, lo que le supuso perder un contrato de profesor de español en la Universidad de Pittsburgh, en Estados Unidos. Y en 1946 se licenció en Filosofía y Letras en la Universidad de Valencia, en la especialidad de Geografía e Historia, con premio extraordinario. En 1949 defendió en la Universidad Complutense de Madrid su tesis doctoral, titulada El Reino de Valencia bajo Fernando I de Aragón.
Trabajó como profesor auxiliar del catedrático Manuel Ballesteros en la Universidad de Valencia y fue íntimo colaborador de Manuel Dualde Serrano archivero y miembro de la Real Academia de la Historia. También ejerció como director del Instituto Valenciano de Estudios Históricos Alfons el Magnànim (antecedente de la actual Institución Valenciana de Estudios e Investigación de la Diputación de Valencia )
En 1950 pasa a ejercer la docencia en enseñanza secundaria, como catedrático de historia, en el Instituto Laboral de Gandía, el actual IES Ausiàs March, que acababa de ser inaugurado, y donde ejerció los cargos de secretario y de director. 
Participó en diferentes convocatorias del Congreso de Historia de la Corona de Aragón en calidad tanto de investigador como de organizador, y en 1960 obtuvo el premio Diputación de Zaragoza. 
Promovió y publicó la Colección de documentos para la historia de Gandía, de la que se publicaron tres fascículos. Asimismo, en 1965 publicó una obra pionera y capital en la historia de la Safor la Historia del distrito de Gandía abarcaba desde la prehistoria hasta el siglo XX. En abril de 1973 entró a formar parte del Centro de Cultura Valenciana como director de número.
En abril de 1979 la muerte de su hijo Pep, con 25 años en un accidente con otros montañeros gandienses en la sierra de Gredos, supuso un duro golpe para Camarena. En 1984 aparece publicada en valenciano por el Instituto Duque Real Alfonso el Viejo, actualmente Centro de Estudios e Investigaciones Alfonso el Viejo, su obra La Safor del siglo VIII al XVII En 1987 se retiró de la docencia
La importancia de su trayectoria hizo que el Ayuntamiento de Gandía le nombrara Hijo Adoptivo y el CEIC Alfonso el Viejo le hiciera un homenaje el 26 de noviembre de 1993. Paralelamente, en 1992 Gandía adquiriría su archivo y su biblioteca, los cuales forman un fondo específico del Archivo Histórico de la Ciudad. El 5 de agosto de 2004 Camarena murió a sus 83 años, el mismo año en que el Colectiu Vall del Vernissa organizaba unas jornadas específicas con su nombre.
Camarena tiene hoy dos libros y un DVD sobre su figura, una biblioteca y un colegio que llevan su nombre. El CEIC Alfons el Vell le hizo una serie de conferencias y rutas en 2021 y 2022 para celebrar el centenario de su nacimiento.

## Obra
Entre sus obras destacan:
- El reino de Valencia bajo Fernando I de Aragón. Tesis dooctoral inédita.[5] 1949
- Tratado de paz entre Aragón y Génova en 1413[1] 1952
- Colección de documentos para la historia de Gandía y su comarca 1959
- Historia del distrito de Gandia. 1965
- La Safor del segle VIII al XVII, Duque Real Alfonso el Viejo. 1984
- Gandía, un itinerari del passat. 1992

## Obra en colaboración
- El interregno y el Compromiso de Caspe. 1955
- El Compromiso de Caspe. 1964